# 皮尔斯伯里 (北达科他州)
皮尔斯伯里（英語：Pillsbury），是美国北达科他州下属的一座城市。根据2010年美国人口普查，该市有人口12人。